# Абзгільдіна Гашия Баязитівна
Абзгі́льдіна Гашия́ Баязи́тівна (*4 травня 1910, село Кипчак-Аскарово — †22 грудня 1994, місто Сібай) — башкирська актриса, Народний артист Башкирії (1963).

## Життєпис
Гашия Баязитівна народилась 4 травня 1910 року в селі Кіпчак-Аскарово Белебеєвського повіту Уфиської губернії (нині Альшеєвського району Башкортостану). 1931 року закінчила Башкирський технікум мистецтв. У період 1931-1932 років працювала у Другому Башкирському театрі драми, в 1933–1972 роках — у Сібайському театрі драми. Очолювала цей театр з невеликими перервами в 1939–1954 роках.
Як актриса мала яскравий характер, зіграла понад 200 ролей у творах башкирської національної драматургії. Ключовими серед них є Краубіка («Карагул» Даута Юлтия), Нагіма («Завод» Афзала Тагірова), Ульмасбіка та Гаріфа («Хакмар» — «Дружба і кохання», «Зимагори» Сагіта Міфтахова), Жихан та Сафія («Башмачки», «Зятьок» Хабібулли Ібрагімова), Зулейха та Туктабіка («Одинока береза», «Викрадення дівчини» Мустая Каріма), Кільдебіка та Шамсія («Свояки», «З серцем не жартують» Ібрагіма Абдулліна) та інші. Робота актриси представлена також персонажами класичної російської та башкирської драматургії.
Нагороджена орденом Трудового Червоного Прапора (1949).